# Red Bank (Carolina del Sud)
Red Bank és una concentració de població designada pel cens dels Estats Units a l'estat de Carolina del Sud. Segons el cens del 2000 tenia 8.811 habitants.

## Demografia
Segons el cens del 2000, Red Bank tenia 8.811 habitants, 3.281 habitatges i 2.480 famílies. La densitat de població era de 285,9 habitants/km².
Dels 3.281 habitatges en un 43,4% hi vivien nens de menys de 18 anys, en un 58,6% hi vivien parelles casades, en un 12,8% dones solteres, i en un 24,4% no eren unitats familiars. En el 19,4% dels habitatges hi vivien persones soles el 3,6% de les quals corresponia a persones de 65 anys o més que vivien soles. El nombre mitjà de persones vivint en cada habitatge era de 2,68 i el nombre mitjà de persones que vivien en cada família era de 3,09.
Per edats la població es repartia de la següent manera: un 29,8% tenia menys de 18 anys, un 7,6% entre 18 i 24, un 37,2% entre 25 i 44, un 20,3% de 45 a 60 i un 5,1% 65 anys o més.
L'edat mediana era de 32 anys. Per cada 100 dones de 18 o més anys hi havia 92,6 homes.
La renda mediana per habitatge era de 42.072 $ i la renda mediana per família de 50.838 $. Els homes tenien una renda mediana de 36.347 $ mentre que les dones 26.016 $. La renda per capita de la població era de 18.664 $. Entorn del 5,8% de les famílies i el 7,9% de la població estaven per davall del llindar de pobresa.

## Poblacions més properes
El següent diagrama mostra les poblacions més properes.